# Суруаха (язык)
Суруаха́ (Indios do Coxodoá, Suruahá, Suruwahá, Zuruahá) — находящийся под угрозой исчезновения араванский язык, на котором говорит народ суруаха, который проживает на территории рек Журуа, Жутай и Пурус штата Амазонас в Бразилии.
Язык суруаха был упомянут Кауфманом (1994) при личном общении с Дэном Эвереттом. Первый контакт с обществом (трёхдневный поход по территории Дени в штате Амазонас) произошёл в 1980 году. В 1994 году язык суруаха не был изучен, но, кажется, наиболее близок к языку дени.